# サミュエル・ホイットモア・ボッグス
サミュエル・ホイットモア・ボッグス（Samuel Whittemore Boggs, 1889年3月2日 - 1954年9月14日）は、アメリカ合衆国の地理学者。

## 生涯
1899年にカンザス州クーリッジで生まれる。1909年にケンタッキー州のベレア大学で法学士号を取得。1909年から1912年までベレア大学で学長の個人秘書。1912年から1913年までコネチカット州のイェール神学校に在籍。1913年から1914年までユニオン・パシフィック鉄道で事務職。1914年から1919年までキリスト教青年会国際委員会その他の関連組織で事務職および管理職。1916年から1924年までアメリカンブックに編集者として勤務、地理調査および地図編集を担当。1924年にコロンビア大学で地理学の修士号を取得。1924年から1954年まで国務省で地理担当官として勤務。1939年から1942年までコロンビア大学教員。1945年から1946年までアメリカン大学教員。1954年に死去。

## 国務省時代
1924年10月1日に国務省に地理担当官として入省。1924年から1934年まで内務省の地理委員会に参加。1927年から1934年まで海外地名小委員会で委員長。1925年7月30日から1929年7月22日まで国務省広報部次長。1926年から1935年まで移民割当委員会に参加。1926年から1942年まで連邦測量地図委員会に参加、1928年から1942年まで各国地図小委員会で委員長。1928年、1931年、1934年に国際地理委員会にアメリカ代表として出席。1935年、1941年、1946年にパンアメリカン地理歴史会議にアメリカ代表として出席。1938年6月、米加国境問題に関する会合にアメリカ代表として出席。1944年1月15日、地理・地図作成部長に就任。1946年1月1日、調査情報担当特別補佐官付地理特別顧問代行に就任。1946年10月3日、調査情報担当特別補佐官付地理特別顧問に就任。

## 著作物
- Library classification and cataloging of geographic material (1937)
- International boundaries (1940)
- The classification and cataloging of maps and atlases (1945)
- "This hemisphere" (1945)
- Cartohypnosis (1947)
- Global relations of the United States (1954)
- The polar regions (1990)